# Chikkasabbenahalli, Malur
Chikkasabbenahalli là một làng thuộc tehsil Malur, huyện Kolar, bang Karnataka, Ấn Độ.